# ギフテッド (NEWSの曲)
『ギフテッド』はNEWSの30枚目のシングル。2023年11月22日にJohnny's Entertainment Recordから発売された。

## 概要
「ギフテッド」はメンバーの増田貴久が主演する東海テレビ×WOWOW共同製作連続ドラマ『ギフテッド』の主題歌であり、ドラマのために書き下ろされた。制作前にはドラマに出演する増田にもどんな楽曲にしたいかという確認がプロデューサーからあり、増田も自分の中にあるイメージを伝えたり、上がってきたデモに対しても明るすぎるのではないかといった意見を述べる場があったという。そしてドラマの制作サイドも「何か怪しいミステリー感」「憎しみにバディの信頼が勝つ感じ」「謎を解決した先に見える希望」など抽象的な依頼をしていたが、その期待をはるかに超える高揚感に満ちた楽曲になったと述べている。歌詞は「見ざる聞かざる言わざる」がモチーフとなっているが、“君のままでいることが贈り物（ギフト）”というメッセージや、自分を信じることへのエールも込められており、ダイナミックなストリングスとミステリアスなメロディーラインが印象的なドラマの世界観を踏襲した楽曲になっている。また、楽曲と同じように、MVもミステリー要素が多いドラマに合わせ、見終わった後に「どういうことだったんだろう？」と不思議に思わせるようなものにしたいという話し合いの末、NEWS初の撮影方法＝ところどころに逆再生を混ぜる方法で制作され、10月30日22:00にYouTubeでプレミア公開された。

## リリース
初回限定盤A、初回限定盤B、通常盤（初回プレス）、通常盤の全4形態で発売され、初回限定盤AとBにはそれぞれBlu-rayおよびDVDが付属する。初回限定盤A、初回限定盤B、通常盤のジャケット写真はタイトルにかけた水引のモチーフをあしらったデザインが採用され、初回限定盤Bは表題曲が主題歌のテレビドラマ『ギフテッド』の原作のマンガを担当する雨宮理真が描き下ろしたNEWSイラストジャケット仕様となっている。通常盤の初回プレス分は謎解きジャケットとされ、謎が解けるとプレゼントとしてNEWSスペシャル画像をダウンロードできる仕様であることは発表されたものの、他のジャケット3種の画像が解禁された10月25日には公開されなかった。その後、11月10日に満を持して公開された。

## 仕様・特典
仕様
- 初回限定盤A - 6面12Pジャケット、視聴シリアルコード①封入
- 初回限定盤B - 6面12P雨宮理真先生書き下ろし“NEWSイラストジャケット”、視聴シリアルコード②封入
- 通常盤（初回プレス） - 「ギフテッド」“謎解きジャケット”、シークレットコード封入
- 通常盤 - 4面8Pジャケット（初回プレスとはデザインが異なる）、視聴シリアルコード③封入

3形態購入特典
視聴シリアルコード①②③を1つずつ・計3つで『NEWS「ROOOTS」制作ドキュメンタリー』期間限定配信を視聴できる。
NEWSからの挑戦状！
通常盤（初回プレス）に封入されているシークレットコード1つで謎解きチャレンジに挑戦→ジャケットの謎を解き明かし、特設サイトで正解を入力すると、NEWSスペシャル画像をダウンロードできる。

## 収録曲
クレジット出典

### CD

#### 初回限定盤A
1. ギフテッド
作詞・作曲：ヒロイズム / 編曲：ヒロイズム、石塚知生 / コーラスアレンジメント：佐々木詩織
  - 増田貴久主演 東海テレビ・フジテレビ系「土ドラ」『東海テレビ×WOWOW共同製作連続ドラマ「ギフテッド Season1」』主題歌[10]
  - 増田貴久主演 WOWOW「連続ドラマW-30」& 東海テレビ・フジテレビ系「土ドラ」『WOWOW×東海テレビ共同製作連続ドラマ「ギフテッド Season2」』主題歌[17]
2. ROOOTS
作詞・作曲：NEWS
全国ツアー『NEWS 20th Anniversary LIVE 2023 NEWS EXPO』中に制作された[16]。
3. アンチフレンチキス
作詞：篠原とまと / 作曲：伊藤賢、辻村有記、佐々木“コジロー”貴之 / 編曲：佐々木“コジロー”貴之

#### 初回限定盤B
1. ギフテッド
2. ROOOTS
3. ジキルとハイド
作詞：海月光 / 作曲：小畑貴裕 / 編曲：AnY（Atabo&Hanex）

#### 通常盤（初回プレス含む）
1. ギフテッド
2. ROOOTS
3. 熱帯夜
作詞・作曲・編曲：ヒロイズム
4. 幸福論
作詞・作曲・編曲：ヒロイズム
5. ギフテッド（オリジナル・カラオケ）
6. ROOOTS（オリジナル・カラオケ）
7. 熱帯夜（オリジナル・カラオケ）
8. 幸福論（オリジナル・カラオケ）

### Blu-ray/DVD

#### 初回限定盤A
約37分収録。
- 「ギフテッド」Music Video & Making
- 「ギフテッド」LIVE & Document at 大阪城ホール

#### 初回限定盤B
約90分収録。
- 「NEWS大集会2023〜20TH BIRTHDAY PARTY〜」（完全版）
2023年9月14日に生配信されたイベントで届けられなかった部分を含む完全版[13][18]。

## チャート成績
初週12.9万枚を売り上げ、12月4日付の最新オリコン週間シングルランキングで初登場1位を獲得し、「デビュー（1st）からのシングル連続1位獲得作品数」を30作で歴代4位タイから歴代3位タイ（Kis-My-Ft2とタイ）に更新した。

## 収録映像作品
ギフテッド
- NEWS 20th Anniversary LIVE 2023 NEWS EXPO
- NEWS 20th Anniversary LIVE 2023 in TOKYO DOME BEST HIT PARADE!!!〜 シングル全部やっちゃいます 〜

ROOOTS
- NEWS 20th Anniversary LIVE 2023 in TOKYO DOME BEST HIT PARADE!!!〜 シングル全部やっちゃいます 〜
- JAPANEWS（初回盤B「METROCK2024 OSAKA」）
- あっちむいてほい（初回盤B「LuckyFes 2024」）